# 안영욱
안영욱(1955년~, 安永昱)은 제49대 서울중앙지방검찰청 검사장 등을 역임한 법조인이다. 부인 신숙정과 사이에 1남 1녀가 있다.

## 생애
1955년 경상남도 밀양시에서 태어나 부산고등학교와 서울대학교 법학과를 졸업하였다. 서울대학교 사법대학원을 수료한 1977년 제19회 사법시험에서 합격하여 1977년 9월 1일 입소한 사법연수원(9기)을 1979년 8월 31일 수료하고 1979년 서울지방검찰청 남부지청 검사에 임용되었다. 검찰 내에서 대표적인 공안통으로 외유내강형의 선비형 기질이 있으며, 기획력과 상황대처 능력이 탁월하다는 평가를 받았다. 1977년 6월에 입대한 육군 방위병으로 1978년 8월까지 14개월을 복무한 뒤 일병으로 소집해제되었다. 이와 관련하여 안영욱은 "방위병 겸임을 금지하는 군인사법이 1980년 제정되고 사법연수원은 1984년부터 겸직을 금지하였기 때문에 당시 야간 보충역 근무의 경우 관행적으로 주간에 학업이나 연수, 생업 등이 가능했으며 방위소집 해제에 필요한 복무를 충실히 다했다. "고 해명했다.
서울지방검찰청 공안2부 검사로 있을 때인 1987년 11월 19일에 국가보안법 위반으로 구속된 서울대학교 총학생회장 이남주에 대해 징역5년 자격정지5년을 구행했고 1988년 5월에 대학가의 통일 논의 확산과 북한 찬양 대자보 게시를 막는다는 이유로 북한 여성 생활 소개 대자보를 교내 게시판에 붙인 여대생을 구속하고 2명을 수배하자 서울시내 각 대학에서 "합법적으로 출판된 책에서 인용한 내용을 국가보안법 위반으로 보는 것은 통일 논의에 대한 부당한 탄압"이라는 주장에 제기되자 안영욱은인용한 서적의 하나인《북한기행》을 펴낸 출판사 대표가 구속되는 등 사법처리된적이 있고 발췌된 내용이 좋은 점만 인용하여 전체적인 논조가 북한을 찬양하는 흐름"이라고 하면서 "대학가에 통일논의가 확산되고 무분별한 북한 찬양 대자보를 붙이는 학생들의 행동을 억제하기 위한 것이 구속한 배경"이라고 말했다.

부산지방검찰청 울산지청 선거사범 전담반장을 맡아 현대중장비 관리이사 양상석, 현대전자와 현대자동차 임원에 대해 직원 및 고객들을 상대로 산업시찰을 실시하여 사전 선거운동을 한 혐의로 구속하는 등 1992년 지역의 현대 계열사 사전선거운동을 전면적으로 수사하였으며 1995년에는 대검찰청 선거상황실에서 수사를 지휘하였다.
대검찰청 공안기획관으로 있을 때 1998년 11월 "국내 인터넷 홈페이지에 김정일을 찬양하고 공산주의를 지지한다는 내용이 들어있기 때문에 명백한 국가보안법 제7조 위반"이라며 "검찰은 이 홈페이지를 만든 사람과 이 사이트에 들어가 북한을 고무,찬양하는 내용을 실은 사람에 대해 내사중"이라고 밝혔다. 1999년 6월 2일에는 국가보안법 제7조의 취지에 대해 "북한과 대치하는 상황에서 친북 활동이나 공산주의 활동을 규제하고자 하는 것이다"며 "체제전복을 꾀하는 것, 대한민국의 정통성을 부정하는 것, 북한의 대남전략인 민족해방 인민 민주주의 혁명(NLPDR) 노선을 따르는 것"을 포함하는 것이라고 하면서 구체적으로 "한국전쟁은 민족해방전쟁, 남한은 미국의 식민지 북한은 독립된 자주국, 연방제 통일, 주한미군 철수, 국가보안법 및 안기부 폐지"를 거론했다.
울산지방검찰청 검사장으로 있던 2003년 여성 검사와 민원담당 검사 등 법률 전문가들로 구성된 `피해자 상담실'을 전국 검찰청에서 처음으로 도입했다.

법무부 법무실장으로 있을 때인 2004년 새 신분등록제도 도입을 주도했다. 신행정수도 특별조치법 헌법소원과 관련, 헌법재판소에 각하 취지의 법무부 의견서를 작성해 전달했다.

노무현 대통령 재임 시절인 2007년 10월 10일 검찰총장 인사추천회의를 거쳐 11월 23일로 임기가 끝나는 정상명 검찰총장 후임으로 유력하게 거론되었으나 "사법연수원 입소와 방위병 복무를 겸직했다"는 의혹이 불거지면서 사법시험 동기인 임채진이 검찰총장에 임명되면서 서울중앙지방검찰청 검사장에서 물러나 법무법인 태평양 변호사가 되었다.
스폰서 검사와 관련하여 사회적 논란이 커지자 국회 검찰개혁소위원회 위원장인 박주선 의원과의 지상 대담에서 "스폰서 문화에 대해 검찰의 문화라고 하는 것은 지나치다."며‘부산 사태’라고 표현하면서 해법으로 "검찰의 회식문화를 바꾸고, 구습의 잔재를 도려내라"고 주문했다.

## 경력
- 1979년 서울지방검찰청 남부지청 검사
- 1981년 전주지방검찰청 군산지청 검사
- 1983년 법무부 검찰국 검찰2과 검사
- 1985년 서울지방검찰청 검사
- 1988년 국가안전기획부 파견 근무[12]
- 1991년 법무부 검찰국 검사
- 1991년 8월 1일 ~ 1992년 8월 제29대 대구지방검찰청 김천지청 지청장
- 1992년 부산지방검찰청 울산지청 부장검사
- 1993년 대검찰청 검찰연구관
- 1993년 대검찰청 공안3과 과장
- 1994년 대검찰청 공안2과 과장
- 1995년 법무부 검찰3과 과장
- 1997년 서울지방검찰청 남부지청 형사1부 부장검사
- 1998년 대검찰청 공안기획관
- 1999년 울산지방검찰청 차장검사
- 2000년 부산지방검찰청 제2차장검사
- 2001년 대검찰청 범죄정보기획관
- 2002년 서울지방검찰청 제1차장검사
- 2002년 8월 26일 ~ 2003년 3월 12일 제34대 서울중앙지방검찰청 의정부지청 지청장
- 2003년 3월 13일 ~ 2004년 5월 31일 제7대 울산지방검찰청 검사장
- 2004년 법무부 법무실 실장
- 2005년 4월 8일 ~ 2006년 2월 5일 제48대 광주지방검찰청 검사장
- 2007년 3월 5일 ~ 2007년 11월 25일 제49대 서울중앙지방검찰청 검사장
- 2007년 11월 26일 ~ 2008년 3월 11일 제32대 법무연수원 원장
- 2008년 ~ 법무법인 태평양 변호사